# Alex Ruoff
Alexander Marc Ruoff, detto Alex (Hamilton, 29 agosto 1986), è un ex cestista e allenatore di pallacanestro statunitense, professionista in NBDL e in Europa.

## Palmarès
- Supercoppa del Belgio: 1

Liegi: 2009
- Campione NIT (2007)